# Wydział Form Przemysłowych Akademii Sztuk Pięknych im. Jana Matejki w Krakowie
Wydział Form Przemysłowych Akademii Sztuk Pięknych im. Jana Matejki w Krakowie – jeden z siedmiu wydziałów Akademii Sztuk Pięknych im. Jana Matejki w Krakowie. Jego siedziba znajduje się przy ul. Smoleńsk 9 w Krakowie.

## Kierunki studiów
- wzornictwo[3]

## Władze
Dziekan: dr hab. Barbara Widłak

Prodziekan: dr hab. Anna Szwaja – ds. rozwoju i współpracy i dr Grzegorz Matusik – ds. dydaktyki